# Alfredo Murça
Alfredo Manuel Ferreira da Silva Murça (17 gennaio 1948 – 24 agosto 2007) è stato un calciatore portoghese, di ruolo difensore.

## Carriera

### Club
Ha sempre giocato nel campionato portoghese.

### Nazionale
Ha collezionato 5 presenze con la maglia della Nazionale.

## Statistiche

### Presenze e reti in nazionale
| Cronologia completa delle presenze e delle reti in nazionale ― Portogallo | Cronologia completa delle presenze e delle reti in nazionale ― Portogallo | Cronologia completa delle presenze e delle reti in nazionale ― Portogallo | Cronologia completa delle presenze e delle reti in nazionale ― Portogallo | Cronologia completa delle presenze e delle reti in nazionale ― Portogallo | Cronologia completa delle presenze e delle reti in nazionale ― Portogallo | Cronologia completa delle presenze e delle reti in nazionale ― Portogallo | Cronologia completa delle presenze e delle reti in nazionale ― Portogallo |
| Data                                                                      | Città                                                                     | In casa                                                                   | Risultato                                                                 | Ospiti                                                                    | Competizione                                                              | Reti                                                                      | Note                                                                      |
| ------------------------------------------------------------------------- | ------------------------------------------------------------------------- | ------------------------------------------------------------------------- | ------------------------------------------------------------------------- | ------------------------------------------------------------------------- | ------------------------------------------------------------------------- | ------------------------------------------------------------------------- | ------------------------------------------------------------------------- |
| 10-12-1969                                                                | Londra                                                                    | Inghilterra                                                               | 1 – 0                                                                     | Portogallo                                                                | Amichevole                                                                | -                                                                         |                                                                           |
| 09-10-1977                                                                | Copenaghen                                                                | Danimarca                                                                 | 2 – 4                                                                     | Portogallo                                                                | Qual. Mondiali 1978                                                       | -                                                                         |                                                                           |
| 29-10-1977                                                                | Chorzów                                                                   | Polonia                                                                   | 1 – 1                                                                     | Portogallo                                                                | Qual. Mondiali 1978                                                       | -                                                                         |                                                                           |
| 16-11-1977                                                                | Faro                                                                      | Portogallo                                                                | 4 – 0                                                                     | Cipro                                                                     | Qual. Mondiali 1978                                                       | -                                                                         |                                                                           |
| 01-11-1979                                                                | Oeiras                                                                    | Portogallo                                                                | 3 – 1                                                                     | Norvegia                                                                  | Qual. Euro 1980                                                           | -                                                                         |                                                                           |
| Totale                                                                    |                                                                           | Presenze                                                                  | 5                                                                         |                                                                           | Reti                                                                      | 0                                                                         |                                                                           |